# Tanorexia
Tanorexia är en beteckning på ett överdrivet behov av att sola och uppnå solbränna, jämförbart med en mani. Begreppet är skapat av tan, det engelska ordet för solbränna, i likhet med anorexia, men är ett något oegentligt begrepp i och med att orexi betyder "aptit" och syftar på mat. Tanorexia är dock ingen etablerad diagnos eller erkänd sjukdom, även om beteendet medför ökad risk för hudcancer.